# Cascia
Cascia es un comune y localidad italiana de la provincia de Perugia, en la región de Umbría. Tiene una población de 3245 habitantes y en ella se encuentra la basílica de Santa Rita de Casia.

## Demografía
| Gráfica de evolución demográfica de Cascia entre 1861 y 2001 |
|                                                              |
| Fuente ISTAT - elaboración gráfica de Wikipedia              |

## Hermanamiento
- Monachil (España)